# Promozione Trentino-Alto Adige 1974-1975
Nella stagione 1974-1975 la Promozione era il quinto livello del calcio italiano (il massimo livello regionale). Qui vi sono le statistiche relative al campionato in Trentino-Alto Adige.
Il campionato è strutturato in vari gironi all'italiana su base regionale, gestiti dai Comitati Regionali di competenza. Promozioni alla categoria superiore e retrocessioni in quella inferiore non erano sempre omogenee; erano quantificate all'inizio del campionato dal Comitato Regionale secondo le direttive stabilite dalla Lega Nazionale Dilettanti, ma flessibili, in relazione al numero delle società retrocesse dal Campionato Interregionale e perciò, a seconda delle varie situazioni regionali, la fine del campionato poteva avere degli spareggi sia di promozione che di retrocessione.

## Squadre partecipanti
| Squadra                   | Città                  |
| ------------------------- | ---------------------- |
| U.S. Calliano             | Calliano (TN)          |
| S.S. Condinese            | Condino (TN)           |
| U.S. Dolomitica           | Predazzo (TN)          |
| U.S. Gardolo              | Trento (TN)            |
| A.C. Merano               | Merano (BZ)            |
| S.S. Olivo                | Arco (TN)              |
| A.C. Parcines / Partchins | Parcines (BZ)          |
| U.S. Rotaliana            | Mezzolombardo (TN)     |
| U.S. Salorno / Salurn     | Salorno (BZ)           |
| U.S. Settaurense          | Storo (TN)             |
| U.S. Stadium I.S.I.       | Pergine Valsugana (TN) |
| U.S. Termeno / Tramin     | Termeno (BZ)           |
| U.S. Varone               | Riva del Garda (TN)    |
| A.S. Virtus Don Bosco     | Bolzano (BZ)           |

## Classifica finale
|  | Pos. | Squadra               | Pt | G  | V  | N  | P  | GF | GS | DR  |
|  | ---- | --------------------- | -- | -- | -- | -- | -- | -- | -- | --- |
|  | 1.   | Merano                | 43 | 26 | 19 | 5  | 2  | 53 | 25 | +28 |
|  | 2.   | Varone                | 41 | 26 | 16 | 9  | 1  | 54 | 23 | +31 |
|  | 3.   | Termeno / Tramin      | 31 | 26 | 13 | 5  | 8  | 45 | 26 | +19 |
|  | 4.   | Salorno / Salurn      | 30 | 26 | 10 | 10 | 6  | 44 | 32 | +12 |
|  | 5.   | Olivo                 | 26 | 26 | 7  | 12 | 7  | 36 | 30 | +6  |
|  | 6.   | Calliano              | 26 | 26 | 8  | 10 | 8  | 32 | 27 | +5  |
|  | 7.   | Virtus Don Bosco      | 26 | 26 | 9  | 8  | 9  | 27 | 28 | -1  |
|  | 8.   | Gardolo               | 24 | 26 | 4  | 16 | 6  | 26 | 28 | -2  |
|  | 9.   | Dolomitica            | 23 | 26 | 8  | 7  | 11 | 34 | 33 | +1  |
|  | 10.  | Stadium I.S.I.        | 22 | 26 | 6  | 10 | 10 | 27 | 40 | -13 |
|  | 11.  | Condinese             | 21 | 26 | 6  | 10 | 10 | 26 | 35 | -9  |
|  | 12.  | Rotaliana             | 19 | 26 | 5  | 9  | 12 | 19 | 34 | -15 |
|  | 13.  | Settaurense           | 19 | 26 | 5  | 9  | 12 | 30 | 52 | -22 |
|  | 14.  | Parcines / Partschins | 13 | 26 | 4  | 4  | 18 | 24 | 64 | -40 |